# Nick Tosches
Nicholas P. Tosches (/ˈtɑːʃəs/; Newark, 23 de outubro de 1949 – Nova Iorque, 20 de outubro de 2019) foi um jornalista, escritor, biógrafo e poeta estadunidense. Sua biografia de Jerry Lee Lewis em 1982, Hellfire, foi elogiada pela revista Rolling Stone como “a melhor biografia de rock and roll já escrita”.

## Biografia
Nick Tosches nasceu em Newark, Nova Jérsia em 23 de outubro de 1949. Seu avô emigrou da Itália para Nova Iorque no final do século XIX. Seus avós eram Arbëreshë, originários de Casalvecchio di Puglia, na região de Apúlia.
De acordo com seu próprio relato, Tosches "mal terminou o ensino médio". Ele não frequentou a universidade, mas teve seu primeiro texto publicado na revista Fusion aos 19 anos. Tosches exerceu diversas ocupações, como carregador no negócio da família em Nova Jérsia, artista de montagem para a empresa de roupas íntimas Lovable em Nova Iorque, e, no início dos anos 1970, como caçador de cobras para o Miami Serpentarium, na Flórida. Fã de rock and roll clássico e discos "peculiares", ele escreveu para várias revistas de música, incluindo a Creem e a  Rolling Stone. Também foi editor de resenhas da revista Country Music. Foi descrito como "o melhor exemplo de um bom jornalista de rock que buscou transcender seu gênero e conseguiu" e como alguém que, junto com Lester Bangs, Richard Meltzer e outros notáveis da época, "elevou a escrita sobre rock a um novo patamar". Ele foi demitido da Rolling Stone por colaborar com Meltzer ao publicar resenhas de discos sob o nome um do outro.
O primeiro livro de Tosches, Country: The Biggest Music in America (posteriormente retitulado Country: The Twisted Roots of Rock and Roll), foi publicado em 1977. Seguiram-se Hellfire em 1982, uma biografia de Jerry Lee Lewis, e Unsung Heroes of Rock 'n' Roll: The Birth of Rock in the Wild Years Before Elvis de 1984, sobre Elvis Presley. Também escreveu biografias do cantor Dean Martin, do banqueiro siciliano Michele Sindona, do boxeador peso-pesado Sonny Liston, do cantor de música country Emmett Miller, da banda de soul/rock Hall & Oates e do criminoso Arnold Rothstein.
Tosches atuou como editor colaborador da revista Vanity Fair. Seus trabalhos também foram publicados em Esquire e Open City. Ele publicou cinco romances: Cut Numbers (1988), Trinities (1994), In the Hand of Dante (2002), Me and the Devil (2012) e Under Tiberius (2015); além de uma coletânea de poesia, Chaldea and I Dig Girls (1999). Trabalhou ainda em Never Trust a Loving God, um livro em colaboração com o pintor francês Thierry Alonso Gravleur. Ele descreveu suas influências literárias como "Hesíodo, Safo, Christopher Marlowe, Ezra Pound, William Faulkner, Charles Olson e Deus sabe quem mais". Uma coletânea, The Nick Tosches Reader, reúne escritos de toda a sua carreira.
Tosches apareceu no programa Anthony Bourdain: No Reservations do Travel Channel, no episódio "Disappearing Manhattan", onde compartilhou um drinque com Anthony Bourdain no Sophie's, um bar simples no East Village, em Manhattan, discutindo as mudanças na cidade.

### Morte
Tosches morreu em 20 de outubro de 2019, em sua casa em Manhattan, três dias antes de completar 70 anos.

## Legado
O ator Johnny Depp declarou em várias entrevistas ser um grande fã do autor. "Sempre me sinto muito sortudo depois de ler um livro do Tosches, porque é como se eu tivesse vivido uma experiência com ele. E é engraçado, porque estar com ele é muito parecido com estar em um de seus livros." A admiração de Depp por Tosches chegou ao ponto de ele adquirir seu espólio literário por 1,2 milhão de dólares.

#### Biografias
- 1982 – Hellfire: The Jerry Lee Lewis Story. Nova Iorque: Dell Publishing. 1982. ISBN 9780440535492

- 1984 – Tosches; Hall; Oates (1984). Dangerous Dances: The Authorized Biography (em inglês). Nova Iorque: St. Martin's Press. ISBN 9780312357160
- 1986 – Power on Earth (em inglês). Nova Iorque: Arbor House. 1986. ISBN 9780877957966
- 1992 – Dino: Living High in the Dirty Business of Dreams (em inglês). Nova Iorque: Doubleday. 1992. ISBN 9780385262163
- 2000 – The Devil and Sonny Liston (em inglês). Boston: Little, Brown and Company. 2000. ISBN 9780316897754
- 2001 – Where Dead Voices Gather (em inglês). Londres: Little, Brown and Company. 21 de agosto de 2001. ISBN 9780316895071
- 2005 – King of the Jews (em inglês). Nova Iorque: Ecco. 3 de maio de 2005. ISBN 9780066211183

#### Ficção e poesia
- 1988 – Cut Numbers (em inglês). Nova Iorque: Harmony Books. 1988. ISBN 9780517568705
- 1994 – Trinities (em inglês). Nova Iorque: Doubleday. 1994. ISBN 9780385470032
- 1999 – Chaldea and I Dig Girls (em inglês). Nova Iorque: CUZ Editions. 1998. ISBN 9780966632859
- 2002 – In the Hand of Dante (em inglês). Boston: Little, Brown and Company. ISBN 9780316735643
- 2012 – Me and the Devil (em inglês). Nova Iorque: Little, Brown and Company. 2012. ISBN 9780316120975
- 2014 – Johnny's First Cigarette. Sénouillac:  fr. 2014. ISBN 9782919067138
- 2015 – Under Tiberius (em inglês). Nova Iorque: Little, Brown and Company. 4 de agosto de 2015. ISBN 9780316405652

#### Jornalismo
- 1977 – Country: The Biggest Music in America (em inglês). Nova Iorque: Stein and Day. 1977. ISBN 9780440514404
- 1984 – Unsung Heroes Of Rock 'n' Roll, 1ª ed. (em inglês). Nova Iorque: C. Scribner's Sons. 1984. ISBN 9780684181493
- 1991 – Unsung Heroes Of Rock 'n' Roll, 2ª ed. (em inglês). Nova Iorque: Harmony Books. 1991. ISBN 9780517580523
- 1999 – Unsung Heroes Of Rock 'n' Roll, 3ª ed. (em inglês). Nova Iorque: Da Capo Press. 7 de maio de 1999. ISBN 9780306808913
- 2002 – The Last Opium Den (em inglês). Nova Iorque: Bloomsbury. Janeiro de 2002. ISBN 9781582342276
- 2009 – Never Trust a Loving God (em inglês). Nova Iorque:  fr. 2009. ISBN 9782757202647
- 2011 – Save the Last Dance for Satan (em inglês). Nova Iorque: Kicks Books. 2011. ISBN 9780965977739

#### Coleções
- 2000 – The Nick Tosches Reader (em inglês). Nova Iorque: Da Capo Press. 7 de abril de 2000. ISBN 9780306809699

## Discografia
- Blue Eyes and Exit Wounds, com Hubert Selby Jr., produzido pelo autor Harold Goldberg, 1998[16]

- Nick & Homer, com Homer Henderson, 1998[17]

- Fuckthelivingfuckthedead, 2001[18]

- For the taking: Vol. I from CHALDEA[19]

- I'm In Love With Your Knees, com Austin Brookner e Lenny Kaye, 2009

- Text Messaging Mama, com Austin Brookner e Homer Henderson, 2011

- Autohagiography, com Austin Brookner, 2018[20]

## Aparições em filmes e televisão
- Louis Prima: The Wildest!, 1999[21]
- Hubert Selby Jr: It/ll Be Better Tomorrow, 2005[22]
- Buy the Ticket, Take the Ride: Hunter S. Thompson on Film, 2006[23]
- Anthony Bourdain: No Reservations, no episódio "Disappearing Manhattan", 2009[24]